# Dattenbachtal zwischen Kröftel und Vockenhausen

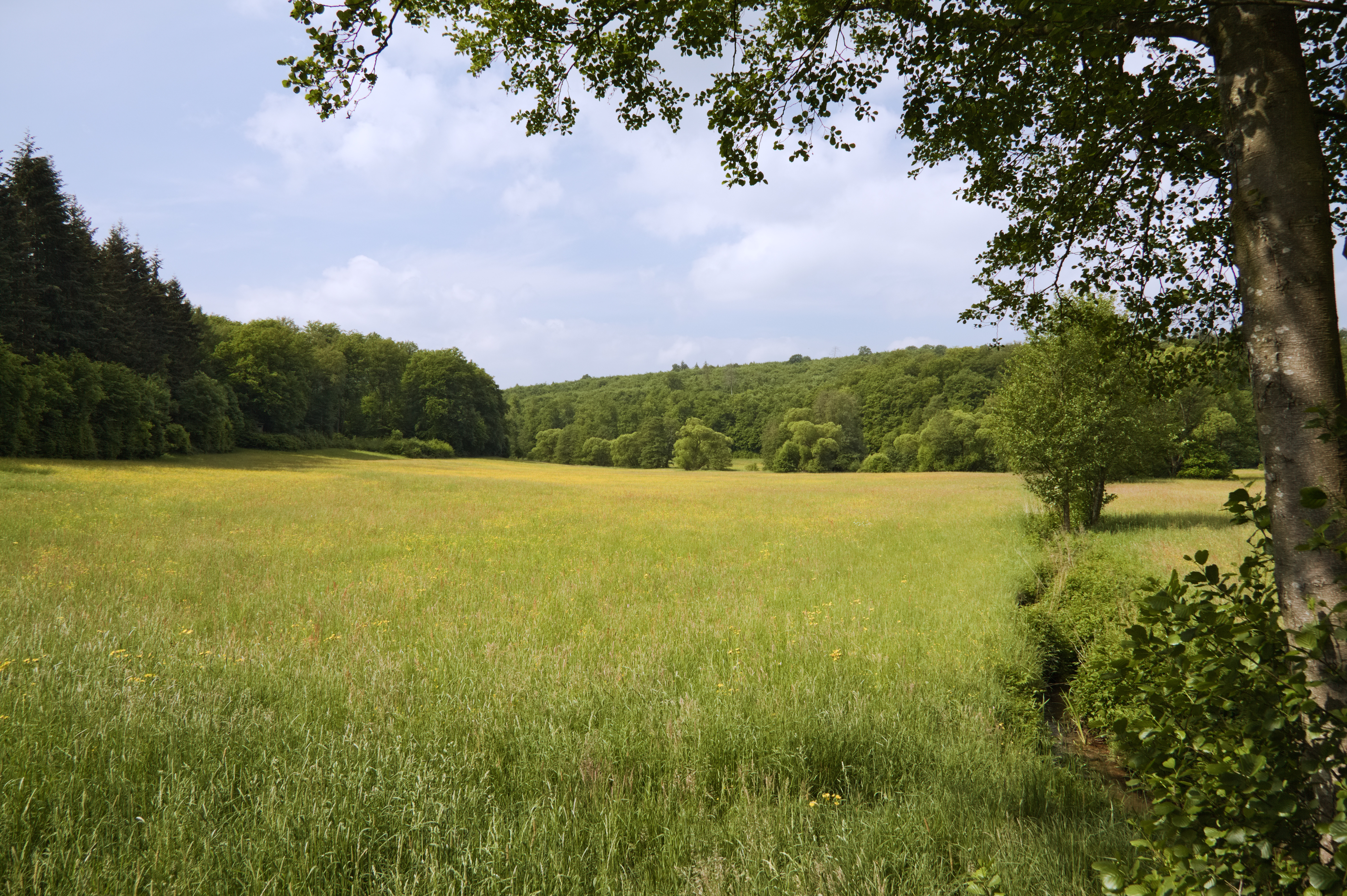
Naturschutzgebiet Dattenbachtal zwischen Kröftel und Vockenhausen (Mai 2018)

Das Naturschutzgebiet Dattenbachtal zwischen Kröftel und Vockenhausen liegt im Hochtaunuskreis, im Main-Taunus-Kreis und im Rheingau-Taunus-Kreis in Hessen.
Das aus zwei Teilflächen bestehende etwa 90,9 ha große Gebiet, das im Jahr 1993 unter der Kennung 1436012 unter Naturschutz gestellt wurde, erstreckt sich zwischen dem nördlich gelegenen Kröftel, einem Stadtteil von Idstein (Rheingau-Taunus-Kreis), und dem südlich gelegenen Vockenhausen, einem Stadtteil von Eppstein (Main-Taunus-Kreis), entlang des Dattenbaches, eines linken Oberlaufs des Schwarzbaches.
Nördlich des Gebietes verläuft die Landesstraße L 3023; an seinem westlichen Rand, durch das Gebiet hindurch und an seinem südöstlichen Rand verläuft die L 3011.
Mit der gleichen Verordnung wie das NSG wurde das Landschaftsschutzgebiet Dattenbachtal zwischen Kröftel und Vockenhausen ausgewiesen, das sich am Südende westlich des Naturschutzgebiets anschließt. Die LSG-Fläche beträgt etwa 13,8 ha.
In der Umgebung des Gebietes liegen diese Naturschutzgebiete (NSG):
- nordwestlich das etwa 9 ha große NSG Heftricher Moor (Rheingau-Taunus-Kreis)
- nordöstlich das etwa 10,5 ha große NSG Rentmauer Dattenberg (Hochtaunuskreis)
- südöstlich das etwa 119 ha große NSG Rossert - Hainkopf - Dachsbau  und das etwa 86 ha große NSG Krebsbachtal bei Ruppertshain (beide Main-Taunus-Kreis)
- südwestlich das etwa 23,2 ha große NSG Daisbachwiesen bei Bremthal (Main-Taunus-Kreis)